# Кадахеј (Висконсин)
Кадахеј (енгл. Cudahy) град је у америчкој савезној држави Висконсин.

## Демографија
По попису из 2010. године број становника је 18.267, што је 162 (-0,9%) становника мање него 2000. године.
| Група             | 2000.          | 2010.          |
| Белци             | 16.814 (91,2%) | 15.356 (84,1%) |
| Афроамериканци    | 175 (0,9%)     | 486 (2,7%)     |
| Азијати           | 154 (0,8%)     | 253 (1,4%)     |
| Хиспаноамериканци | 872 (4,7%)     | 1.769 (9,7%)   |
| Укупно            | 18.429         | 18.267         |